# Kimberley Anne Woltemas
Kimberley Anne Woltemas Tiamsiri (tiếng Thái: คิมเบอร์ลี่ แอน โวลเทมัส เทียมศิริ; sinh ngày 22 tháng 01 năm 1992) nghệ danh Kim, là nữ diễn viên, người mẫu mang hai dòng máu Thái Lan và Đức. Cô được biết đến qua các vai diễn trong Series 4 trái tim của núi (2010), Trí thức trùm xó bếp (2012), Tình yêu mong muốn (2013), Hàng rào tình yêu (2013), Yêu thầm qua mạng (2015), Khi người đàn ông yêu (2016), Cứu tinh của nàng thiên nga (2017), Hành trình đi tìm tình yêu và công lý (2018), Thầy lang trúng mánh (2019), Thầy thuốc hoàng gia (2023)...

## Tiểu sử và học vấn
Kim sinh ngày 22 tháng 1 năm 1992 tại Berlin, Đức. Cha cô là tiến sĩ Hans Joachim Friedrich Woltemas (ông qua đời vì bệnh tim cuối năm 2016). Mẹ cô tên là Linda Woltemas. Cô có hai người anh trai (tên là Thomas và Daniel), một chị gái tên là Jennifer, và hai người em cùng cha khác mẹ. Kim lớn lên ở Đức, cô theo học mẫu giáo cho đến lớp 2, sau đó cô cùng gia đình chuyển đến Thái Lan năm 1999.
Cô tốt nghiệp Cử nhân ngành Nghệ thuật tại Đại học Siam.

## Sự nghiệp
Kim bước chân vào làng giải trí với tư cách người mẫu từ năm 8 tuổi.
Năm 2010, cô tham gia bộ phim đầu tay là Series Tứ tình sơn cước (4 trái tim của núi), bộ phim được sản xuất nhân dịp kỉ niệm 40 năm đài Channel 3. Cô đóng vai nữ chính trong phần đầu tiên Trúc mộng lan viên với nam diễn viên Atichart Chumnanon. Sau bộ phim, cô được đề cử giải "Nữ diễn viên mới xuất sắc nhất" ở lễ trao giải "Top Award" và đứng thứ 2, giải "Nữ diễn viên được yêu thích nhất" của giải "Fanclub Awards 2010" của đài Channel 3.
Năm 2012, Kim kết hợp với Prin Suparat trong bộ phim truyền hình Trí thức trùm xó bếp vai Cher-Aim. Sau đó, cả hai trở thành "Koo Jin" (cặp đôi màn ảnh Thái Lan) và trở thành một trong những cặp đôi nổi tiếng nhất tại Thái Lan. Bộ phim lọt vào top 4 bộ phim có rating cao nhất năm.
Năm 2021, cô đoạt giải "Nữ diễn viên xuất sắc nhất châu Á" ở lễ trao giải ContentAsia và cũng nhận được giải "Nữ diễn viên của năm" của đài Channel 3.
Cô vinh dự là người đầu tiên ở Thái Lan trở thành "Friend of Cartier" - một hãng trang sức nổi tiếng của Pháp.

## Các phim đã tham gia

### Phim truyền hình
| Năm  | Tên gốc                                | Tên tiếng Việt                                 | Vai                                        | Đóng với           | Đài |
| ---- | -------------------------------------- | ---------------------------------------------- | ------------------------------------------ | ------------------ | --- |
| 2009 | Yok Lai Mek                            | Đá quý vân mây                                 | Người mẫu                                  |                    | CH3 |
| 2010 | Thara Himalaya                         | Trúc mộng lan viên / Chuyện tình hoàng tử      | Thipthara "Nam" Adisuan                    | Atichart Chumnanon | CH3 |
| 2010 | Duang Jai Akkanee                      | Tình yêu và thù hận / Trang trại tình yêu      | Thipthara "Nam" Adisuan                    | Atichart Chumnanon | CH3 |
| 2010 | Pathapee Leh Ruk                       | Cơn lốc tình / Chuyện tình cô hầu phòng        | Thipthara "Nam" Adisuan                    | Atichart Chumnanon | CH3 |
| 2010 | Wayupak Montra                         | Bóng tối tình yêu / Ma thuật tình yêu          | Thipthara "Nam" Adisuan                    | Atichart Chumnanon | CH3 |
| 2011 | Ruk Pathiharn                          | Tình yêu diệu kỳ                               | Nichamon "Amon" Chutiman / Pranom Sponserb | Krissada Pornweroj | CH3 |
| 2011 | Sarm Noom Nuer Tong                    | Ba chàng trai vàng                             | Arunsri / "Aew"                            | Prin Suparat       | CH3 |
| 2012 | Panyachon Kon Krua                     | Trí thức trùm xó bếp                           | Ameeka / Cher-Aim                          | Prin Suparat       | CH3 |
| 2013 | Raeng Pradtanaha                       | Tình yêu mong muốn                             | Soodapa / "Krathae"                        | Nadech Kugimiya    | CH3 |
| 2013 | Ton Ruk Rim Rua                        | Hàng rào tình yêu                              | Nalin / Bua                                | Prin Suparat       | CH3 |
| 2015 | Ab Ruk Online                          | Yêu thầm qua mạng                              | Priprao Mahakitpaisan / "Proud"            | Prin Suparat       | CH3 |
| 2015 | Mafia Luerd Mungkorn: Suer             | Mafia huyết long: Mãnh hổ                      | Wanvisa Jitworabanchong                    | Ananda Everingham  | CH3 |
| 2015 | Nang Rai Tee Rak                       | Nữ phản diện anh yêu em / Linh hồn đáng yêu    | Pimchanok Sabpaisanan / "Pim"              | Pakorn Chatborirak | CH3 |
| 2016 | Piang Chai Khon Nee Mai Chai Poo Wised | Khi người đàn ông yêu                          | Anusaniya Woralertluk / "Nut"              | James Ma           | CH3 |
| 2017 | Buang Hong                             | Níu em trong tay / Cứu tinh của nàng thiên nga | Pimlapas Weethapiboon / "Pim"              | Jirayu Tangsrisuk  | CH3 |
| 2018 | Kom Faek                               | Hành trình đi tìm tình yêu & công lý           | Anchan Ratchasri                           | Prin Suparat       | CH3 |
| 2019 | Thong Ek Mor Yah Tah Chaloang          | Thầy lang trúng mánh                           | Chaba                                      | Mario Maurer       | CH3 |
| 2020 | Dung Duang Haruetai                    | Cùng một con tim                               | Tasika                                     | Jesdaporn Pholdee  | CH3 |
| 2021 | Song Sanaeha                           | Hai thế giới                                   | Duanyard (Duen) / Pilardluck (Pit)         | James Ma           | CH3 |
| 2023 | Mor Luang                              | Thầy thuốc hoàng gia                           | Bua / Akkharima                            | Mario Maurer       | CH3 |
| 2023 | Sub Lab Mor Labad                      | Bác sĩ trinh thám                              | Jenjira Jeerapong (Jen)                    | Nadech Kugimiya    | CH3 |

### Phim ngắn
| Năm  | Tên gốc                                                         | Vai     | Đóng với     |
| ---- | --------------------------------------------------------------- | ------- | ------------ |
| 2014 | จิ้นรักฉบับออนไลน์                                                   | Kim     | Prin Suparat |
| 2016 | Love Songs Love Stories Special: Closeup Trái tim cùng hòa nhịp | C. Dane | Prin Suparat |
| 2017 | The Imperfect One                                               | Mui     | Prin Suparat |

## Âm nhạc

### Ca khúc
| Năm  | Tên gốc        | Phiên âm             | Tên tiếng Anh       | Với                             |
| ---- | -------------- | -------------------- | ------------------- | ------------------------------- |
| 2012 | "ไว้ใจได้กา"     | Wai Jai Dai Kah?     | Can She Be Trusted? |                                 |
| 2012 | "อย่ามองมาได้มั้ย" | Yar Mong Mar Dai Mai | Don't Look This Way | Prin Suparat                    |
| 2016 | "เซตแล้วตบ"     | Set Laew Thob        | Set And Hit         | Yaya, Margie, Mew, Preem, Bella |
| 2016 | Happy Birthday |                      | Happy Birthday      | Prin Suparat                    |

## Quảng cáo
| Năm        | Thương hiệu                                                               | Đóng với                   |
| ---------- | ------------------------------------------------------------------------- | -------------------------- |
| 2016       | Curd Yogurt - Party Dairy                                                 |                            |
| 2016       | Ele Cream                                                                 | James Ma                   |
| 2016       | Miss Teen (Mistine) Mistine Venus                                         |                            |
| 2016       | Pepsi                                                                     | James Ma                   |
| 2016       | Party Dairy Fruit Lava                                                    |                            |
| 2016       | Laurier Super Gentle+                                                     |                            |
| 2016       | CP Chicken Breast                                                         | Kanticha Chumma            |
| 2016       | Party Dairy Pop&Go                                                        |                            |
| 2016       | CP Fresh Salad of Cup                                                     |                            |
| 2016       | CP Tender Chicken Chili                                                   |                            |
| 2015       | CP Fish Finger                                                            |                            |
| 2015       | Laurier Super Gentle+                                                     |                            |
| 2015       | 12 Plus LUMINOUS CC Snail Whitenning Powder                               | Prin Suparat               |
| 2015       | Jele Beautie Lychee Flavor                                                |                            |
| 2015       | CP Breast Tenderness                                                      |                            |
| 2015       | CP Fresh Salad                                                            |                            |
| 2015       | United Chocolate Flavour: Almond Coated And White Chocolate Coated Almond |                            |
| 2015       | Activia Lychee Flavour Non Fat Drinking Yoghurt                           |                            |
| 2015       | Activia Pop N Go                                                          |                            |
| 2015       | Minere                                                                    |                            |
| 2014-2016  | CloseUp / Toothpaste                                                      | Prin Suparat               |
| 2014       | Skincare Riviera Suisse                                                   |                            |
| 2014       | Bee Talk                                                                  | Singto Numchok             |
| 2014       | United Almond Chocolate Flavour Coated Almond                             |                            |
| 2014       | Head & Shoulders Groufie                                                  | Krissada "Smart" Pornweroj |
| 2014       | Head & Shoulders Lemon Fresh                                              | Krissada "Smart" Pornweroj |
| 2013-2017  | Jele Beautie / Low Calorie / Lemon Flavored Vitamin C. / Low Sugar        |                            |
| 2013-2017  | Smooth E White Baby Face Gel                                              |                            |
| 2013-2016  | Mitsubishi Attrage                                                        | Mario Maurer               |
| 2013       | Rama Foundation Charity                                                   | Patchata "Rome" Nampan     |
| 2013       | Purika Herbal Tea                                                         |                            |
| 2013       | United Almond Chocolate                                                   |                            |
| 2013       | Head & Shoulders Cool Menthol                                             | Krissada "Smart" Pornweroj |
| 2012       | Head & Shoulders Apple Fresh                                              | Krissada "Smart" Pornweroj |
| 2012       | Head & Shoulders Set Thank You Daddy                                      | Krissada "Smart" Pornweroj |
| 2012       | Head & Shoulders "Sales No.1"                                             | Krissada "Smart" Pornweroj |
| 2012       | Brands - Give Forward Happy Ending                                        | Nichkhun                   |
| 2011-2015  | Head & Shoulders                                                          | Krissada "Smart" Pornweroj |
| 2010       | Smooth E Baby Face Gel                                                    |                            |
| 2009, 2011 | Veta Prune Plus                                                           | Chalida Vijitvongthong     |
| 2009       | Veta Prune Plus Set Street Fashion                                        |                            |
| 2009       | Yaa Satipenprak                                                           |                            |
| 2009       | Minute Maid                                                               |                            |
| 2008       | Mobile Samsung M Series                                                   |                            |
| 2006       | Chewing Gum Wrigleys Extra Professional (Hide and Seek)                   | Araya A. Hargate           |
| 2004       | The Pizza Company                                                         |                            |

## Giải thưởng và đề cử
| Năm  | Giải thưởng                   | Hạng mục                                  | Tác phẩm được đề cử       | Kết quả   |
| ---- | ----------------------------- | ----------------------------------------- | ------------------------- | --------- |
| 2010 | Top Awards                    | Best Rising Actress in a Lakorn           | Trúc mộng lan viên        | Đề cử     |
| 2010 | TV3 Fanclub Awards            | Popular Rising Star                       | Trúc mộng lan viên        | Hạng #2   |
| 2011 | Sudsupda Magazine             | Huggable Girl 2011                        | —                         | Top 10    |
| 2012 | Sudsupda Magazine             | Huggable Girl                             | —                         | Top 10    |
| 2012 | Seesan Buteng Award           | Fantasy Couple of the year                | Prin Suparat              | Đoạt giải |
| 2012 | Spicy Magazine                | 100 Spicy Idol                            | —                         | Đoạt giải |
| 2012 | Ok Magazine                   | Hot female Stuff                          | —                         | Đoạt giải |
| 2012 | Bang Award                    | Girl of the Year                          | —                         | Đoạt giải |
| 2012 | TV3 Fanclub Awards            | Popular Actress                           | Trí thức trùm xó bếp      | Hạng #2   |
| 2013 | 27th Golden Television        | Best Actress in a Lakorn                  | Trí thức trùm xó bếp      | Đề cử     |
| 2013 | Bang Awards                   | Girl of the Year                          | Trí thức trùm xó bếp      | Đoạt giải |
| 2013 | 100 Spicy Idol Awards         | 100 Spicy Idol                            | Trí thức trùm xó bếp      | Đoạt giải |
| 2013 | Colorful Entertainment Awards | Best Couple of the Year with Prin Suparat | Trí thức trùm xó bếp      | Đoạt giải |
| 2013 | 2nd Born Awards               | Born to be Couple with Prin Suparat       | Trí thức trùm xó bếp      | Đề cử     |
| 2015 | EFM Awards                    | Most Popular Actress                      | Yêu thầm qua mạng         | Đoạt giải |
| 2015 | EFM Awards                    | Most Popular Actress                      | Mafia huyết long: Mãnh hổ | Đoạt giải |
| 2015 | KAZZ Awards                   | Celebrity of the Year                     | —                         | Đề cử     |
| 2015 | KAZZ Awards                   | Female Actress of the Year                | —                         | Đề cử     |
| 2016 | Dara Daily the Great Awards   | Hot Girl of the Year                      | —                         | Đề cử     |
| 2016 | KAZZ Awards                   | Super Star Award                          | —                         | Đề cử     |
| 2016 | KAZZ Awards                   | Most Popular Actress                      | —                         | Đoạt giải |
| 2016 | Nine Entertainment Award      | Public's Most Favorite Actress            | —                         | Đề cử     |